# N752 (België)
De N752 is een gewestweg in de Belgische provincies Limburg. Deze weg vormt de verbinding tussen Jeuk de richting van Borgworm.
De route begint bij N755 in Jeuk en eindigt ongeveer 2 kilometer later op de grens tussen Vlaanderen en Wallonië.